# Ivan Janković
Ivan Janković (* 24. Januar 1995 in Zagreb) ist ein kroatischer Eishockeyspieler, der seit 2020 erneut beim KHL Medveščak Zagreb unter Vertrag steht und mit dem Klub in der kroatischen Eishockeyliga spielt und der Internationalen Hockey League.

## Karriere
Ivan Janković begann seine Karriere als Eishockeyspieler in seiner Heimatstadt beim KHL Zagreb, für dessen erste Mannschaft er bereits als 16-Jähriger in der kroatischen Eishockeyliga spielte. In den Spielzeiten 2012/13 und 2014/15 spielte er zudem für dessen Stadtnachbarn KHL Medveščak Zagreb in der österreichischen U20-Liga. Seit 2015 spielt er ausschließlich für Medveščak. Neben einzelnen Einsätzen in der Kontinentalen Hockeyliga wurde er vor allem in der zweiten Herren-Mannschaft in der slowenischen und der kroatischen Liga eingesetzt. 2016 und 2017 wurde er mit Medveščak kroatischer Meister. Von 2017 an spielte er mit dem Klub in der Österreichischen Eishockey-Liga sowie mit der zweiten Mannschaft in der International Hockey League, die er 2018 mit dem Klub gewinnen konnte, wobei er das Siegtor im Playofffinale gegen den HK Celje erzielte. 2019 wechselte er nach Serbien zum KHK Roter Stern Belgrad, bei dem er ebenfalls in International Hockey League spielte. Nach einem Jahr kehrte er nach Zagreb zurück und spielt seither mit Medveščak in der kroatischen Eishockeyliga und der International Hockey League.

### International
Für Kroatien nahm Janković im Juniorenbereich an den Division-II-Turnieren der U18-Weltmeisterschaften 2012 und 2013 sowie den U20-Weltmeisterschaften 2013 in der Division I und 2014 und 2015, als er als Topscorer (gemeinsam mit seinem Landsmann Luka Jarčov), Torschützenkönig (gemeinsam mit Jarčov und dem Spanier Oriol Rubio) und mit der bestenPlus/Minus-Bilanz des Turniers maßgeblich zum Aufstieg der Kroaten von der B- in die A-Gruppe beitrug, in der Division II teil.
Im Seniorenbereich debütierte er für die kroatische Nationalmannschaft bei der Weltmeisterschaft 2014 in der Division I, in der er auch 2015, 2016, 2017 und 2018 spielte. Nach dem Abstieg 2018 spielte er 2019, als er zweitbester Scorer nach dem Belgier Bryan Kolodziejczyk war, und 2024, als der Wiederaufstieg gelang, in der Division II. Zudem vertrat er seine Farben bei der Olympiaqualifikation für die Winterspiele in Pyeongchang 2018.

## Erfolge und Auszeichnungen
- 2015 Aufstieg in die Division II, Gruppe A, bei der U20-Weltmeisterschaft der Division II, Gruppe B
- 2015 Topscorer, Torschützenkönig und beste Plus/Minus-Bilanz bei der U20-Weltmeisterschaft der Division II, Gruppe B
- 2016 Kroatischer Meister mit dem KHL Medveščak Zagreb
- 2017 Kroatischer Meister mit dem KHL Medveščak Zagreb
- 2018 Gewinn der International Hockey League mit dem KHL Medveščak Zagreb
- 2024 Aufstieg in die Division I, Gruppe B, bei der Weltmeisterschaft der Division II, Gruppe A